# 韋恩·軒尼斯
韋恩·羅拔·軒尼斯（英語：Wayne Robert Hennessey，1987年1月24日—）是一名已退役威爾斯職業足球員，司職門將，出身狼隊，曾效力於英超球會諾定咸森林。威爾斯足球代表隊成員。

## 生平

### 球會

#### 早年
軒尼斯在威爾斯西北部的班戈出生，成長於安格尔西岛的波馬利斯，並在「大卫休斯中学」（Ysgol David Hughes）接受教育。他最初在曼城當學徒球員，但在2003年被放棄，其後他加入狼隊青訓學院，經歷逐級提升後，於2005年4月簽署首份職業合約。
2005/06年球季他一直代表狼隊的青年隊及預備隊上陣參賽，於2006年7月被送往布里斯托城參加試訓，以期獲得借用爭取一隊上陣經驗，但因首選門將梅利受傷而被召回狼隊，他於8月以借用身份再次返回布里斯托城，為期1個月，未有取得上陣機會便因手臂受傷而被迫提前結束借用。

#### 史托港
為求汲取一隊上陣經驗，軒尼斯於2007年1月獲外借到英乙球會史托港1個月。他於2007年1月13日首次為一隊上陣主場迎戰波士頓聯，力保清白之軀以2-0獲得勝利；其後連續5場賽事他仍然未有被射破十指關，獲延長借用多1個月。
軒尼斯其後以連續9場不失球締造英格蘭足球聯賽新記錄，史托港於2007年3月3日主場3-0擊敗史雲頓打破長達119年的記錄，締造九連勝兼沒有失球。由於表現出色，軒尼斯獲選2007年「英乙2月份最佳球員」，他的功績使他打破史托港名宿赫迪保持了85年的球會最長不失球記錄，他的記錄為854分鐘，自2007年1月13日首戰波士頓聯，宜到3月10日作客1-3負於班列特才被阿倫射破大門。軒尼斯合共為史托港上陣15場，其中有11場力保不失球。

#### 狼隊
由於一號門將梅利再次受傷，狼隊於2007年4月從史托港召回軒尼斯，擔任借用丹麥門將巴茨的副車。球季結束狼隊以第5位獲得參加升班附加賽資格，但梅利不幸在操練時肩膀骨折再次需要缺陣，軒尼斯瓜代其位首次為狼隊一隊上陣便是附加賽準決賽首回合主場對西布朗，但以2-3敗陣；次回合作客再小負0-1，累計2-4被淘汰出局。
當梅利再因傷缺陣整個2007/08年球季，軒尼斯穩佔球隊一號門將席位，他出席狼隊當季所有聯賽賽事，亦於季中簽署新約留在莫利纽球场直到2012年夏季。軒尼斯被《442》選為「年度英格蘭足球聯賽五十佳球員」（Top 50 Football League Players）的廿二位，入選2007/08年球季「PFA英冠年度最佳陣容」及狼隊年度最佳球員。
2008/09年球季狼隊與軒尼斯在季初表現神勇，於首9場聯賽贏得8場，他在作客3-1擊敗普雷斯頓於完場前被球證出示紅牌驅逐離場。停賽一場後復出在主場迎戰升班競爭對手之一的雷丁，開賽後僅4分鐘，軒尼斯在迎接亨特開出的角球，於道尔力壓下誤將球送入已隊網窩，最終以0-3敗陣；領隊麥卡錫以他連續作戰18個月身心皆疲為由，將軒尼斯暫貶落後備席，取代其位的預備隊門將伊克梅表現出色，為球隊締造季內第二度七連勝記錄，於11月25日作客3-1擊敗錫菲聯上半場結束前受傷離場，軒尼斯替補登場，並自此一直霸佔正選席位，協助球隊贏得英冠聯賽冠軍，於缺席五年後重返英超行列。
2009/10年球季在升班英超初期軒尼斯是狼隊首選門將，在2009年10月31日作客2-2賽和史篤城第100次代表一隊上陣。但他在其後連續兩場聯賽分別被阿仙奴及車路士射入4球，經驗豐富的美國門將哈内曼便取代其正選席位，軒尼斯只有在英格蘭足總盃取得多3場上陣機會。2010年夏季狼隊與軒尼斯續約至2015年夏季。
2010/11年球季季初軒尼斯繼續擔任盃賽門將，為狼隊在英格蘭聯賽盃上陣3場。其後由於球隊在聯賽成績不振，領隊麥卡錫重召軒尼斯把守獨木關，於2010年11月27日主場3-2擊敗新特蘭返回正選席位，而夏利文則轉戰英格蘭足總盃。
2012/13年球季，軒尼斯受到長期傷患困擾，整季沒有替球隊上陣。
2013年7月16日，軒尼斯於一場狼隊季前熱身賽對域斯咸上陣45分鐘。
2013年8月21日，狼隊及威爾斯守門員軒尼斯落實外借到英冠伊奧維為期一個月。
2013年9月20日，伊奧維獲准可延長借用軒尼斯至2013年10月26日。

### 諾定咸森林
2022年7月15日，軒尼斯與剛升班至英超的諾定咸森林簽下兩年合約。

### 國際賽
軒尼斯曾經代表威爾斯在U17、U19及U21的年齡級別上陣參加國際賽，他在代表U19對土耳其時射入一個40碼自由球。他於2007年5月27日友賽2-2賽和紐西蘭首次代表威爾斯成年隊上陣，自此他成為國家隊的首選門將。
2022年11月，軒尼斯入選威爾斯隊2022年世界盃26人名單。在第二場對陣伊朗的比賽中，軒尼斯由於出迎撞到對方球員，在經視像助理裁判協助下，球證由黃牌改發紅牌，軒尼斯被罰下場，伊朗得以借助打多一人這個優勢在補時階段連入兩球擊敗威爾斯。同時這張紅牌是該屆第一張紅牌。

## 榮譽

### 球會
狼隊
- 英格蘭足球冠軍聯賽冠軍：2008/09年；

### 個人
- PFA英冠年度最佳陣容：2007/08年；

## 外部連結
- 狼隊官網簡歷
- 威爾斯足總車網簡歷 （页面存档备份，存于）
- 足球数据库：韋恩·軒尼斯的球员统计数据
- BBC體育專訪 （页面存档备份，存于）